# Front de Sèrbia
La Campanya de Sèrbia de la Primera Guerra Mundial es va lliurar des de finals de juliol de 1914, quan Àustria-Hongria va envair el Regne de Sèrbia a l'inici de la Primera Guerra Mundial, fins a la conclusió de la guerra al novembre de 1918. El front va oscil·lar des del Danubi fins al sud de Macedònia.
Aquesta campanya va suposar el primer i fallit intent de l'Imperi austrohongarès per conquerir el regne de Sèrbia al començament de la Primera Guerra Mundial. El front de Sèrbia es va estendre del riu Danubi fins al sud de Macedònia. La sort dels combats aviat es va inclinar del costat serbi i el front es va estancar a finals d'any, quan els exèrcits serbis van expulsar els austrohongaresos del seu territori.
La campanya inicial es va dividir en tres invasions successives, que van culminar en una sèrie de batalles, decisives per a cadascuna d'elles: la sort de la primera es va decidir a la batalla de Cer, a l'agost; la segona en la batalla de Drina, al setembre; i la tercera a la batalla de Kolubara, al novembre i desembre de 1914.
L'exèrcit serbi es va reduir greument cap al final de la guerra, que va caure de prop de 420.000 en el seu apogeu fins a uns 100.000 en el moment de l'alliberament del seu territori. El Regne de Sèrbia va perdre més de 1.200.000 habitants durant la guerra (tant militars com civils), que representaven més del 29% de la població total i el 60% de la població masculina. Segons les estimacions elaborades pel govern iugoslau el 1924, Sèrbia va perdre 265.164 soldats, o el 25% de totes les persones mobilitzades. En comparació, França va perdre 16,8%, Alemanya 15,4%, Rússia 11,5%, i Itàlia 10,3%.

## Antecedents
Àustria-Hongria va precipitar la crisi de Bòsnia de 1908-1909 mitjançant l'annexió de l'antic territori otomà de Bòsnia i Hercegovina, que va ocupar 1878. Això va enfurismar el Regne de Sèrbia i el seu protector, el paneslau i ortodox Imperi Rus. La maniobra política russa a la regió va desestabilitzar els acords de pau que ja estaven establerts en el que es coneixia com «el polvorí dels Balcans».

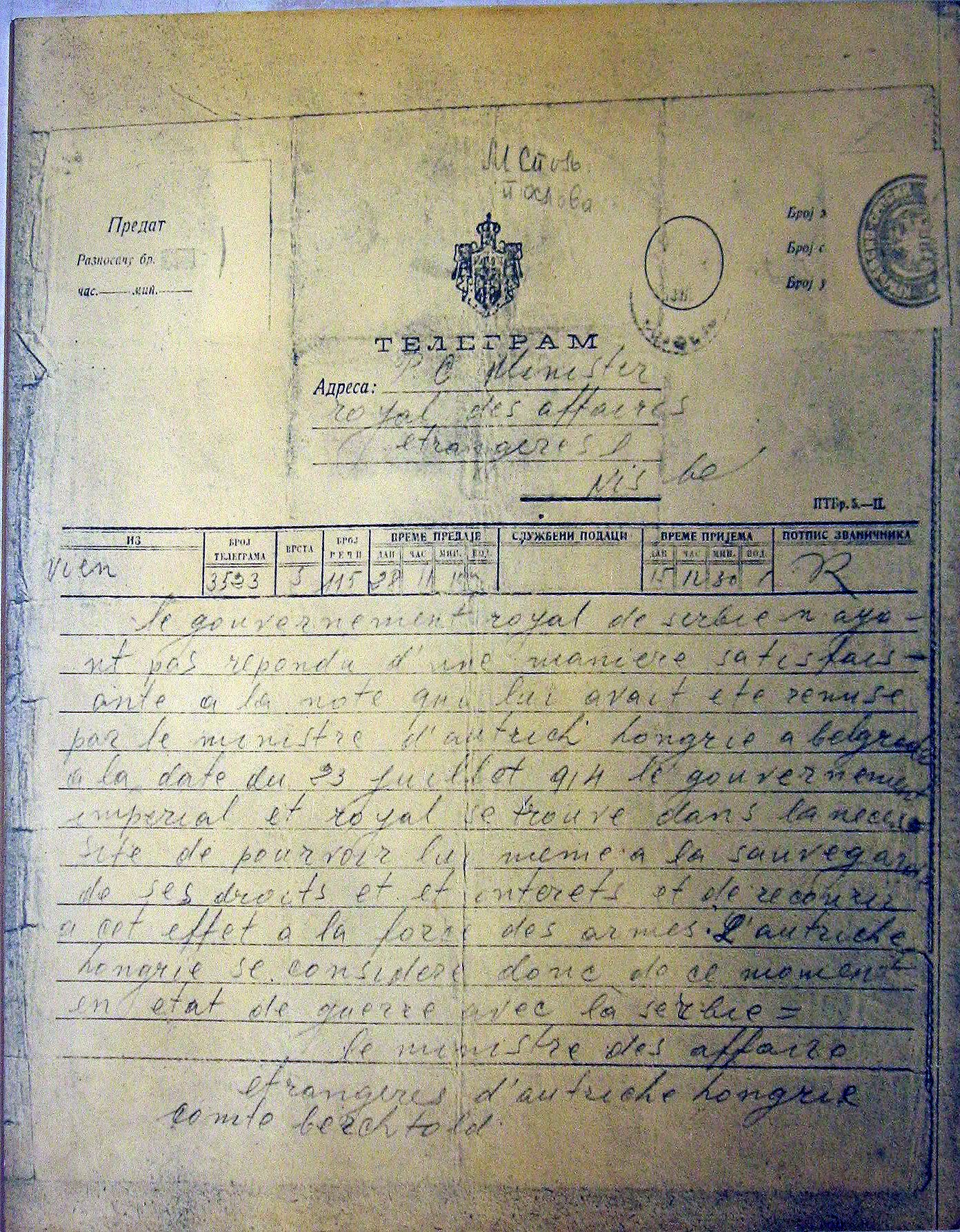
La declaració de guerra del govern austrohongarès en un telegrama enviat al govern de Sèrbia el 28 de juliol de 1914, signat pel ministre d'Exteriors imperial, el comte Leopold Berchtold

Entre el 1912 i 1913, es va lliurar la Primera Guerra dels Balcans entre la Lliga Balcànica de Grècia, Bulgària, Sèrbia i Montenegro i el fracturat Imperi Otomà. El resultat del Tractat de Londres va reduir encara més l'Imperi Otomà, creant un independent Principat d'Albània i ampliant les explotacions territorials de Bulgària, Sèrbia, Montenegro i Grècia. Quan Bulgària va atacar a Sèrbia i Grècia el 16 de juny de 1913, va perdre la major part de la seva regió de macedònia, que va ser conquerida per Sèrbia i Grècia, i la regió de Dobrudja Meridional (Romania) i Adrianópolis (actualment Edirne), conquerida per l'Imperi Otomà al 33è dia de la Segona Guerra dels Balcans, que va desestabilitzar encara més la regió.
El 28 de juny de 1914, Gavrilo Princip, un estudiant serbi de Bòsnia i membre d'una organització multiètnica de revolucionaris nacionals anomenada Jove Bòsnia, va assassinar l'arxiduc Francesc Ferran d'Àustria, hereu presumpte del tron austrohongarès, a Sarajevo, Bòsnia. L'objectiu polític de l'assassinat era la independència de les províncies austrohongareses del sud, poblades principalment pels eslaus de l'imperi austrohongarès, tot i que també desencadenava una cadena d'esdeveniments que afectaven a Rússia i les principals potències europees. Això va començar un període de maniobra diplomàtica entre Àustria-Hongria, Alemanya, Rússia, França i Gran Bretanya, anomenada «la crisi de juliol».
Volent acabar amb la interferència sèrbia a Bòsnia i els Balcans d'una vegada per totes, el 23 de juliol Àustria-Hongria va lliurar l'ultimàtum de juliol a Sèrbia, una sèrie de deu demandes intencionalment inacceptables per provocar una guerra amb Sèrbia, al qual va donar dos dies per respondre. L'endemà, el rei de Montenegro, Nicolau I, va expressar per telegrama la seva comunió de destí amb Sèrbia. Sèrbia va acordar només vuit de les deu demandes i els austrohongaresos van proclamar que la resposta sèrbia a l'ultimàtum era insuficient. Àustria-Hongria va declarar la guerra a Sèrbia el 28 de juliol de 1914.
La disputa entre Àustria-Hongria i Sèrbia va augmentar en el que actualment es coneix com la Primera Guerra Mundial, i es van afegir al conflicte Rússia, Alemanya, França i el Regne Unit. Al cap d'una setmana, Àustria-Hongria va haver d'enfrontar-se a una guerra amb Rússia, el protector de Sèrbia, que en aquella època tenia l'exèrcit més gran del món. El resultat va ser que Sèrbia es va convertir en un front subsidiari en la lluita massiva que va començar a desenvolupar-se al llarg de la frontera d'Àustria-Hongria amb Rússia. Sèrbia tenia un exèrcit experimentat, però estava esgotat pels conflictes de les guerres dels Balcans i estaven mal equipats, el que va fer que els austrohongaresos creguessin que els derrotarien en menys d'un mes. L'estratègia de Sèrbia consistia a resistir el màxim temps possible i esperar que els russos poguessin derrotar el principal exèrcit austrohongarès, amb l'ajuda d'altres aliats o no. Sèrbia va haver de preocupar-se constantment pel seu hostil veí oriental, Bulgària, amb el qual havia combatut diverses guerres, la més recent a la Segona Guerra dels Balcans de 1913.

## Situació inicial de Sèrbia
Seguint els plans de mobilització traçats anys abans, el Govern serbi es va traslladar a Niš, la segona ciutat del regne transformada per la guerra en capital provisional, alhora que l'Estat major de l'exèrcit s'instal·lava a Kragujevac, on es trobaven els principals arsenals del país.
El país es trobava gairebé envoltat d'enemics (Àustria-Hongria, al nord i oest), nacions hostils (Bulgària, que anhelava apoderar-se de Macedònia, que havia perdut gairebé completament en la Segona Guerra dels Balcans), i reticents aliats (Grècia, amb un pacte militar amb el regne, però el monarca era clarament germanòfil i poc inclinat a auxiliar Sèrbia). Després de les dues guerres balcàniques, el país es trobava en mala situació política, econòmica, social i militar per afrontar una nova guerra; els anteriors conflictes gairebé havien portat a la nació a la fallida, causat per un gran nombre de baixes, la reducció de les collites pel allistament dels pagesos, i el consum de gran part de l'armament disponible. L'exèrcit, esgotat per les guerres anteriors, es trobava desplegat al sud en previsió d'una nova guerra amb Bulgària, i no existien plans de mobilització adequats per traslladar-lo ràpidament cap al nord.
La situació política també era greu per la contínua tensió entre els militars que desitjaven obtenir major influència política (reunits al voltant de la Mà Negra), i les autoritats polítiques, que intentaven impedir-ho. Tot just uns dies abans dels assassinats de Sarajevo, el 10 de juny, el president del govern serbi Nikola Pašić havia dissolt el Parlament i convocat eleccions per al 14 d'agost. Així, quan va esclatar la crisi de juliol, dirigia el país un govern interí i els dirigents polítics es trobaven embrancats en la campanya electoral. L'11 de juny, el rei Pere I de Sèrbia, cansat de la tensió política, va nomenar regent al seu fill Alexandre I de Iugoslàvia.
Els austrohongaresos van concentrar les seves forces militars al Drina, al Danubi i al costat de Montenegro.

## Les forces enfrontades

### L'exèrcit serbi

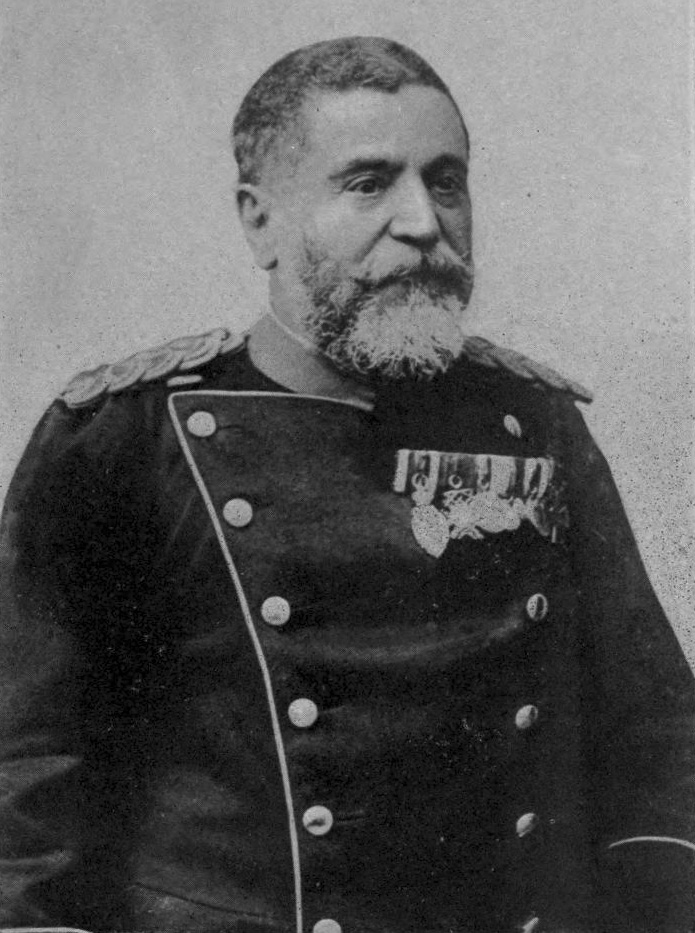
Voivoda Radomir Putnik, cap de l'exèrcit serbi i responsable de la victoriosa defensa del país el 1914

El comandant en cap de l'exèrcit serbi era el Príncep regent Alexandre I, que havia assumit el lloc del seu pare el rei, ja ancià, però el control efectiu de l'exèrcit el va tenir el cap de l'Estat Major de l'exèrcit, el voivoda (general) Radomir Putnik, Putnik va poder tornar a Sèrbia gràcies a la cavallerositat de l'emperador Francesc Ferran, doncs en esclatar la guerra es trobava en un balneari a Àustria-Hongria, tractant-se un emfisema pulmonar. Va fixar el seu quarter general en Kragujevac. Per quan Putnik va arribar a Kragujevac el 5 d'agost, el ministre de Defensa ja havia aconseguit fer-se amb els plans militars volant la caixa de cabals de Putnik, a la qual només ell tenia accés, i la mobilització de l'exèrcit ja estava en marxa.

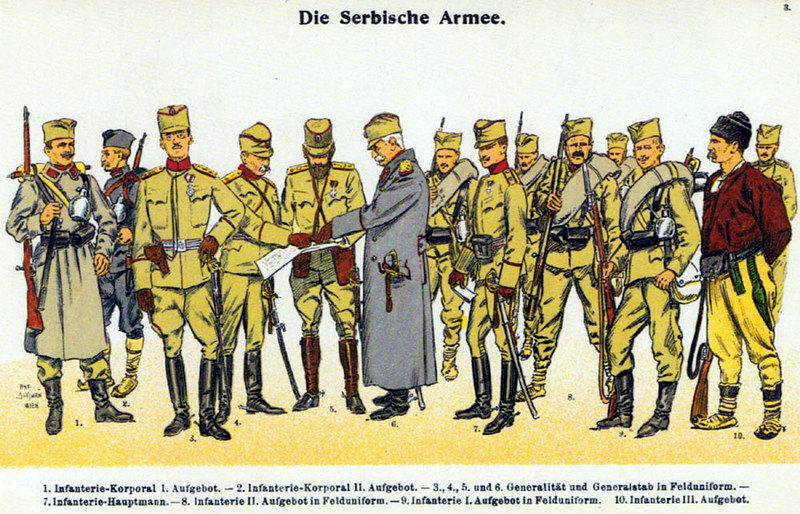
Uniformes de l'exèrcit serbi, 1914

El comandament militar serbi va emetre ordres per a la mobilització de les seves forces armades el 25 de juliol i la mobilització va començar l'endemà, el 26 de juliol. El 30 de juliol es va completar la mobilització i es van començar a desplegar les tropes d'acord amb el pla de guerra. Els desplegaments es van completar el 9 d'agost, quan totes les tropes van arribar a les seves posicions estratègiques designades, amb notable rapidesa gràcies a l'experiència de les guerres anteriors. Durant la mobilització, Sèrbia va mobilitzar a aproximadament 450.000 homes de tres grups definits per edat, anomenats poziv, que comprenien a tots els homes amb capacitat de combatre entre els 20 i 45 anys. A més de Putnik, altres importants comandaments militars també es trobaven en territori enemic quan va esclatar la crisi amb Àustria-Hongria.
Abans de l'inici del conflicte, l'exèrcit serbi comptava amb 300.000 soldats, veterans de les guerres balcàniques, però mal equipats i sovint vestits amb robes civils per no tenir uniforme. Les guerres balcàniques havien consumit gran part de l'armament i de l'equip de l'exèrcit. També havien causat la pèrdua de gran nombre d'oficials i sotsoficials, que van haver de ser suplerts amb altres de novells. La tropa, en general, era de gran qualitat tot i l'escassetat d'armament, material i queviures que va haver de suportar durant la campanya. La moral de l'exèrcit era bona.
Des de 1883, els homes en edat militar es classificaven en quatre grups (poziv), dels quals només el primer d'ells estava en servei en temps de pau i era l'únic que rebia equip i uniforme (però l'Estat subministrava armes i munició als quatre grups): 
- el primer grup, amb homes de 20 a 31 anys;
- el segon grup, amb homes de 31 a 38 anys;
- el tercer grup, amb homes de 38 a 45 anys, que solia fer tasques de vigilància a la seva regió de residència;[43]
- el quart grup, de reserva, amb homes de 18 a 20 anys i els majors de 50 anys.[40]

A partir de 1903, el territori nacional va quedar dividit en cinc regions militars, cadascuna de les quals havia de equipar dues divisions (una amb homes del primer grup i una altra amb homes del segon grup), a més d'efectius per a la divisió de cavalleria i per a l'11a divisió, comunes a les cinc regions militars.
En total, l'exèrcit serbi el componien 11 divisions d'infanteria i una de cavalleria. Aquestes divisions s'enquadraven en tres exèrcits:
- el 1r Exèrcit, amb quatre divisions d'infanteria i una de cavalleria;
- el 2n Exèrcit, amb quatre divisions d'infanteria;
- el 3r Exèrcit, amb dues divisions d'infanteria.[32]

Existia a més un Grup d'Užice, una mica més gran que una divisió i algunes unitats menors apostades a les fronteres.
Aquesta força, tot i que considerable, tenia abundants deficiències i depenia del proveïment aliat provinent del port grec de Tessalònica pel ferrocarril balcànic, que travessava les muntanyes macedònies, mal controlades pel Govern serbi. Des de 1912 no havia rebut nou armament ni munició. No tenia suficients animals de tir, fonamentals per garantir l'abastament de la tropa, armament, equip (des uniformes i botes fins a tendes de campanya) i medicines. El seu armament era en general antiquat i variat: els fusells de la infanteria no eren en general de tret ràpid i hi havia diversos models, el que complicava la logística pel que fa al subministrament de munició. Dels models moderns amb prou feines hi havia per equipar a 180.000 mil soldats, el que feia que els soldats del segon i tercer grup haguessin de fer servir fusells molt vells. Sèrbia, amb escassa indústria, no fabricava fusells i havia d'importar-los. Els russos van enviar 150.000 fusells als serbis, però van trigar a arribar al regne. Pel que fa a les metralladores, el conjunt l'exèrcit serbi comptava amb la meitat de la mitjana europea per batalló, encara que les divisions del primer grup estaven més ben dotades. L'artilleria també era insuficient i, en part, antiquada.
El transport, necessari per mobilitzar les tropes, també era insuficient; no només Sèrbia no tenia locomotores, vagons ni carbó per transportar les tropes al probable front al nord (el gruix de l'exèrcit es trobava llavors a Macedònia i Albània), sinó que a més disposava d'unes línies fèrries a Macedònia de pèssima qualitat. Un informe de l'Estat Major, remès al ministre de Defensa tan sols vuit dies abans de l'esclat de la contesa el 28 de juliol, deixava clar les dificultats de la imminent mobilització.
El comandament austrohongarès, per la seva banda, va subestimar als serbis; no va apreciar ni l'experiència dels soldats serbis adquirida en les recents guerres balcàniques, ni els nous mètodes de reclutament que s'havien implantat durant aquestes, ni que les guerres recents s'havien saldat sempre amb victòries sèrbies.

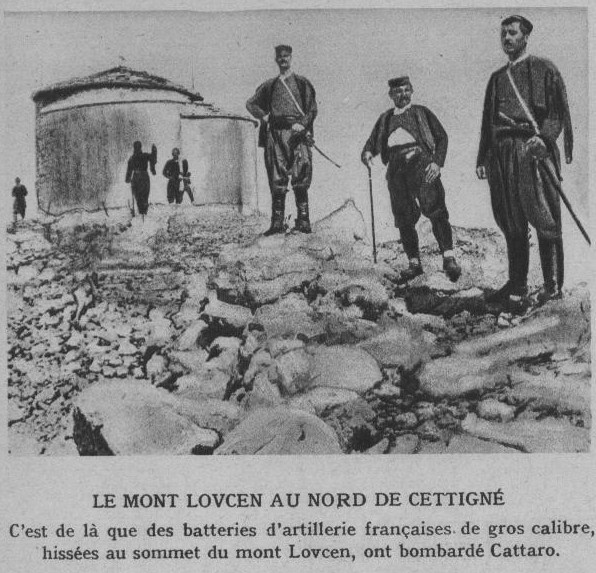
Soldats montenegrins al mont Lovćen, des d'on es podia bombardejar la base naval austrohongaresa de Kotor (1914)

El 28 de juliol, l'exèrcit montenegrí es va unir amb l'exèrcit serbi, ja que Montenegro va declarar la guerra a l'Imperi austrohongarès (el motiu d'aquest acte era el desig del monarca montenegrí d'apoderar-se de Kotor), augmentant així en 45.000 homes que s'enfrontarien contra els austrohongaresos. A més, les posicions montenegrines suposaven una amenaça directa per a la base naval de Kotor. Els montenegrins estaven mal organitzats, no tenien ensinistrament militar, i estaven enquadrats en 18 brigades dotades de 65 canons antics italians i 35 metralladores. La tropa, però, era de bona qualitat, tot i que no tenia Estat Major (que es va haver de formar un amb oficials serbis).
Al començar la guerra, l'exèrcit operacional serbi consistia en onze divisions d'infanteria (sis formats per primer grup (poziv) i cinc formats pel segon grup) i 1 divisió de cavalleria. A més, els homes d'edat del tercer grup es van organitzar en 15 regiments d'infanteria, amb uns 45.000-50.000 homes designats per al seu ús en funcions en la rereguarda i en la línia de comunicació, però alguns d'ells també es van utilitzar com a part de l'exèrcit operatiu, al voltant de 250.000 homes. Sèrbia es trobava en una posició molt més desfavorable en comparació amb Àustria-Hongria respecte a les reserves humanes i les tropes de reemplaçament, ja que la seva única font de reemplaçaments eren els nous reclutes que arribaven a l'edat d'allistament militar. La seva xifra anual màxima va ser teòricament al voltant dels 60.000, que va ser insuficient per reemplaçar les pèrdues de més de 132.000 sostingudes durant les operacions d'agost a desembre de 1914. Aquesta escassetat d'efectius va obligar a l'exèrcit serbi a reclutar homes de més o menys edat per compensar pèrdues en la fase inicial de la guerra.
A causa del pobre estat financer de l'economia sèrbia i de les pèrdues en les recents guerres dels Balcans, a l'exèrcit serbi li mancava una gran quantitat d'armament i equipament moderns necessaris per combatre contra els seus adversaris més grans i més rics. Hi havia només 180.000 fusells moderns disponibles per a l'exèrcit operacional, el que significa que a l'exèrcit serbi li mancava entre un quart i un terç dels rifles necessaris per equipar completament fins i tot les seves unitats del front, i encara més per armar a les forces de reserva. Tot i que Sèrbia va intentar solucionar aquest dèficit mitjançant l'ordre de 120.000 fusells de Rússia el 1914, les armes no van començar a arribar fins a la segona quinzena d'agost. Només les tropes del primer grup tenien uniformes complets, les tropes del segon grup només tenien abrics i gorres, mentre que el tercer grup no tenia cap uniforme i havien de portar la roba civil. Les tropes sèrbies no tenien botes, i la gran majoria d'ells portaven el calçat quotidià fet de pell de porc anomenat opanak. Les reserves de municions també eren insuficients per a operacions de campanya sostinguda, ja que la majoria d'elles s'havien utilitzat en les guerres balcàniques de 1912-1913. La munició d'artilleria era escassa i només ascendia a diversos centenars d'obusos per unitat. Atès que Sèrbia no tenia un important complex industrial militar domèstic, el seu exèrcit era totalment dependent de les importacions de municions i armes de França i Rússia, que eren crònicament escassos dels subministraments. La inevitable escassetat de municions, que posteriorment inclouria una absència total de municions d'artilleria, va arribar al seu apogeu durant els moments decisius de la invasió austrohongaresa.

### L'exèrcit austrohongarès
L'exèrcit austrohongarès, en temps de pau, comptava amb 36.000 oficials i sotsoficials i 414.000 soldats. Durant la mobilització, aquest nombre es va incrementar fins a un total de 3.350.000 homes. L'exèrcit operacional tenia més de 1.420.000 homes i 600.000 més estaven destinats a unitats de suport i logística (columnes de trens, munició i subministrament, etc.), mentre que la resta, al voltant de 1.350.000, eren tropes de reserva disponibles per substituir les pèrdues i per a formar a les noves unitats.

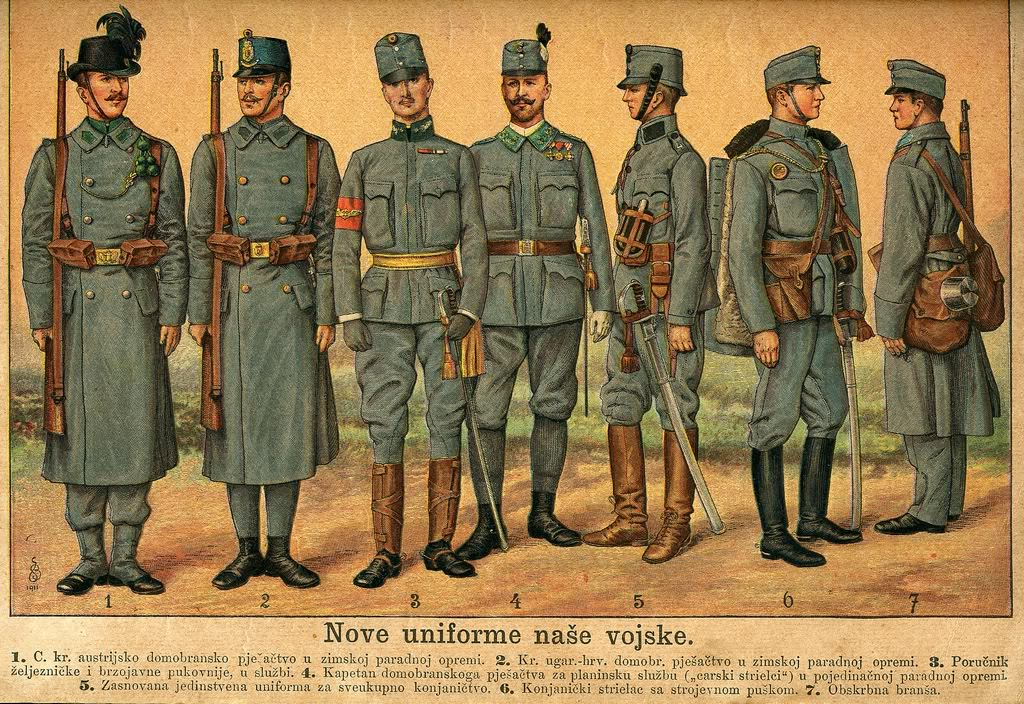
Uniformes de l'exèrcit austrohongarés, 1914

Aquest ampli efectiu va permetre a l'exèrcit austrohongarès substituir les pèrdues periòdicament i mantenir les unitats en la seva formació completa. Segons algunes fonts, durant el 1914 hi havia una mitjana de 150.000 homes mensuals enviats per reemplaçar les pèrdues de l'exèrcit de campanya. Durant el 1915, aquestes xifres van ascendir a 200.000 mensuals. Segons els documents oficials austrohongaresos, durant el període de setembre fins a finals de desembre de 1914 es van enviar unes 160.000 tropes de reemplaçament al teatre d'operacions dels Balcans, així com 82.000 reforços com a part d'unitats de nova creació.

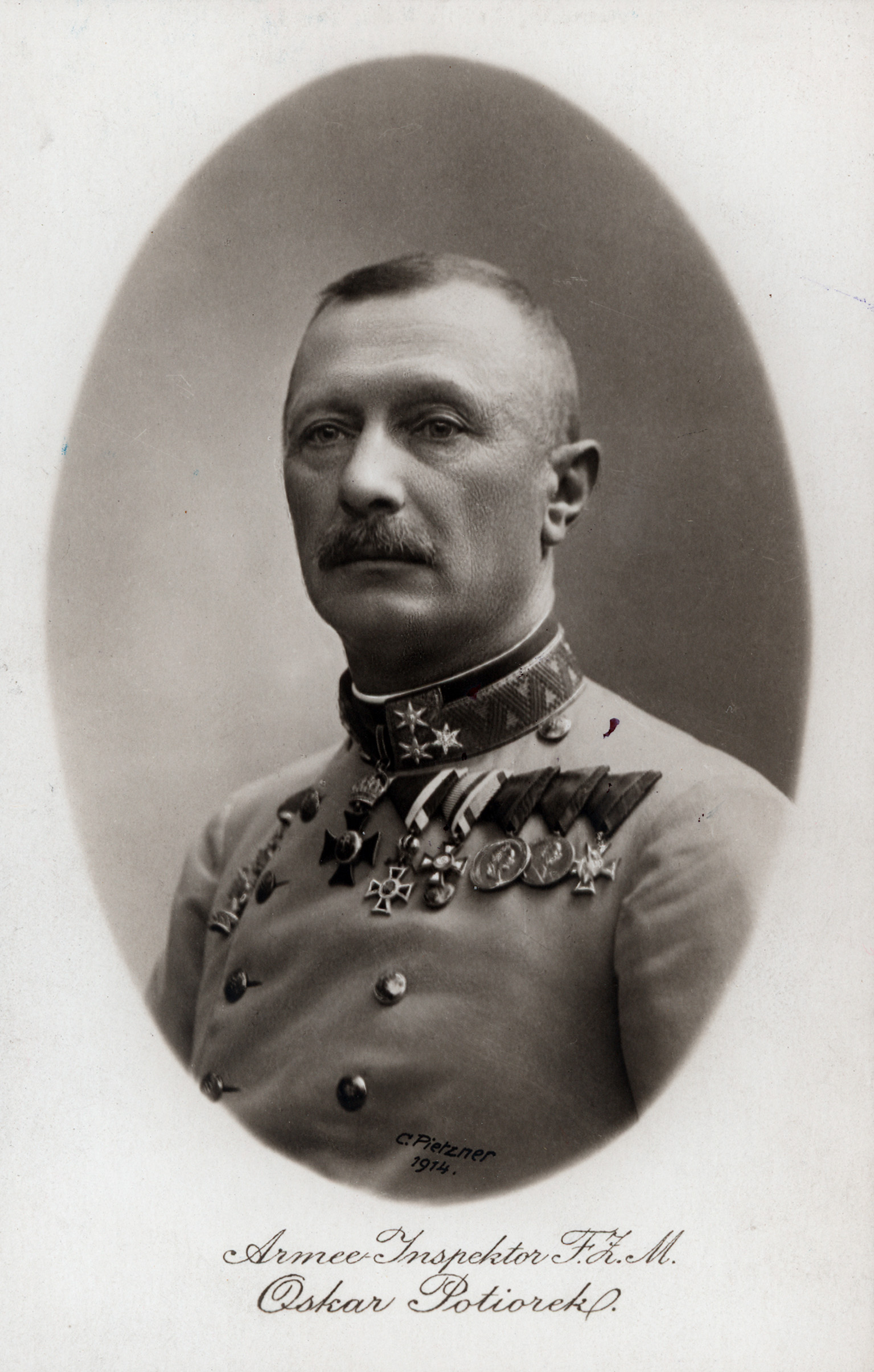
Oskar Potiorek, cap de les operacions contra Sèrbia durant el segon semestre de 1914 i governador de Bòsnia i Hercegovina

El pla austrohongarès abans de la guerra per a la invasió de Sèrbia preveia la concentració de tres exèrcits (2n, 5è, i 6è) a les fronteres occidental i nord de Sèrbia amb l'objectiu principal d'envoltar i destruir la major part de l'exèrcit serbi. El general Oskar Potiorek, governador militar de Bòsnia i Hercegovina i cap de les operacions militars contra Sèrbia, va rebre el 6 d'agost el comandament dels tres exèrcits (2n, 5è i 6è), dels quals dirigia personalment el 6è. Entre els tres exèrcits, Potiorek comptava amb 150.000 homes, si bé la majoria eren tropes territorials i de reserva, menys bèliques que els seus enemics serbis. En total, disposava de 319 batallons d'infanteria, 60 esquadrons de cavalleria, i 744 canons. Les unitats austrohongareses comptaven amb millor armament i equip que les sèrbies.
No obstant això, amb l'inici de la mobilització general russa, l'Armeeoberkommando (AOK, Comandament Suprem Austrohongarès) va decidir traslladar el 2n Exèrcit, al comandament d'Eduard von Böhm-Ermolli, a Galítsia per contrarestar les forces russes, perquè aquest exèrcit havia de participar en l'enfrontament amb Sèrbia només en el cas que Rússia romangués neutral. A causa de la congestió de les línies de ferrocarril cap a Galítsia, el 2n Exèrcit només va poder iniciar la seva partida a partir del 18 d'agost, fet que va permetre a l'AOK assignar algunes unitats del 2n Exèrcit per participar en operacions a Sèrbia abans d'aquesta data, encara que no va permetre a Potiorek que les enviés al sud del Danubi, a territori serbi. Aquestes poques unitats del 2n Exèrcit que van poder romandre al front serbi van servir per reforçar el 5è i 6è Exèrcit i permetre a Potiorek emprendre una ofensiva. Eventualment, AOK va permetre al general Oskar Potiorek desplegar una part significativa del 2n exèrcit (al voltant de quatre divisions) en la lluita contra Sèrbia, que va causar un retard del transport d'aquestes tropes al front rus durant més d'una setmana. A més, les derrotes austrohongareses patides durant la primera invasió de Sèrbia van obligar a l'AOK a transferir de manera permanent dues divisions del 2n exèrcit a la força de Potiorek. El 12 d'agost, Àustria-Hongria havia acumulat més de 500.000 soldats a les fronteres de Sèrbia, incloent unes 380.000 tropes operatives. Amb la sortida de la major part del 2n Exèrcit cap al front rus, aquest nombre es va reduir a uns 285.000 militars operatius, incloent guarnicions.
A més de les forces terrestres, Àustria-Hongria també va desplegar la flotilla del riu Danubi de sis monitors i sis patrulles.
Molts soldats austrohongaresos no eren de bona qualitat. Al voltant d'una quarta part d'ells eren analfabets, i la majoria dels conscriptes de les nacionalitats subjectes de l'imperi no parlaven ni comprenien alemany ni hongarès. A més d'això, la majoria dels soldats (txecs ètnics, eslovacs, polonesos, romanesos i eslaus meridionals) tenien vincles lingüístics i culturals amb diversos enemics de l'imperi austrohongarès.
En tots els combats que van constituir la campanya del front serbi de 1914, les unitats austrohongareses es van trobar en inferioritat numèrica enfront de les sèrbies.

## Els plans dels dos bàndols

### Els plans ofensius austrohongaresos
Davant la necessitat de combatre en dos fronts, el rus i el serbi, els comandaments austrohongaresos (especialment el cap de l'Estat Major, Conrad von Hötzendorf), van suposar que tres exèrcits (que després reduïts a dos), serien suficients per aixafar a Sèrbia. Això comportava atorgar primacia a la lluita contra Rússia, el principal enemic de l'imperi; un cop vençuda aquesta, les forces austrohongareses es concentrarien al front serbi.
Els plans militars austrohongaresos per a la guerra amb Sèrbia dataven del 1907, i contenien dos supòsits:
- el d'una guerra en la qual l'imperi només hagués de combatre contra Sèrbia; en aquest cas, els austrohongaresos tenien previst emprendre la invasió de Sèrbia amb tres exèrcits (el 2n, 5è i 6è) recolzats per la flotilla fluvial del Danubi; l'avanç, després de creuar els rius fronterers del Sava i el Danubi, es realitzaria al llarg del Morava i el Vàrdar.

- el d'una guerra simultània amb Sèrbia i Rússia; en aquest cas, el pla suposava que les vuit divisions i set brigades de Landsturm disponibles servirien simplement per mantenir-se a la defensiva i protegir les fronteres i evitar un possible aixecament a Bòsnia.

La missió de Potiorek era evitar la invasió de l'imperi com cregués convenient; podia limitar-se a defensar la frontera o emprendre una ofensiva si ho creia oportú per evitar atacs serbis. Com desitjava venjar com més aviat millor l'assassinat del príncep hereu imperial Francesc Ferran d'Àustria, va optar per l'ofensiva. Potiorek també havia sigut víctima de l'atemptat que li havia costat la vida a l'arxiduc (la bala que va matar a l'esposa d'aquest estava destinada a ell), i desitjava aconseguir la victòria com més aviat, mitjançant un atac veloç a Sèrbia.
Els plans dissenyats per Potiorek consistien en un atac convergent dels tres exèrcits disponibles al llarg dels rius Danubi i Sava. Les tres rutes principals d'invasió des de territori austrohongarès permetien teòricament un moviment de pinça contra els serbis, combinant un atac principal des del nord, a través del Danubi i al llarg dels rius Kolubara i Morava amb un altre (molt més complicat per la falta de ferrocarrils i de bones carreteres i per la fragosa orografía) des del Drina cap al Kolubara. A aquests atacs se'ls podien afegir uns atacs secundaris des Šabac, a través de la plana de Mèsia en direcció a Valjevo i Kragujevac. En concret, la intenció de Potiorek consistia que el 12 d'agost el 5è Exèrcit creués el Drina alhora que el 8è cos (part del grup d'unitats del 2n Exèrcit que romandria en el front serbi, assignat al 5è Exèrcit) creuava el Sava; les dues unitats es dirigirien cap a Valjevo, que havien d'arribar a uns cinc dies. En aquells dies, el 6è Exèrcit penetraria a Sèrbia més al sud, prop de Užice i els dos exèrcits es dirigirien cap al centre de comandament serbi, a Kragujevac.
El pla era arriscat, tant per la gran distància entre els dos exèrcits, que impediria que es donessin suport mutu en cas necessari, com per la possibilitat que els serbis comptessin amb la superioritat numèrica enfront dels invasors. La necessitat que el gruix del 2n Exèrcit marxés al front rus havia fet canviar el pla original, que suposava que l'atac principal a Sèrbia vindria del nord; l'escomesa fonamental es duria a terme per l'oest, mentre que els embats des al nord serien de suport a la maniobra central des de Bòsnia. L'alt comandament austrohongarès (AOK) va aprovar els plans de Potiorek. Aquest, com els seus homòlegs europeus, desitjava infligir una ràpida derrota a l'enemic.
Però el pla de Potiorek no havia comptat amb la situació de les tropes (el 6è Exèrcit no estava llest per participar immediatament en una ofensiva), ni amb la dificultat del terreny en el que hauria de dur-se a terme l'atac principal, el muntanyenc i mal comunicat oest de Sèrbia. El desconeixement del terreny, la falta d'experiència de combat dels soldats i dels comandaments, l'hostilitat de la població sèrbia i la fustigació dels grups d'irregulars també eren inconvenients al pla del cap militar austrohongarès. Les raons de la urgència de l'ofensiva eren en realitat polítics i no militars: impressionar a Romania, Grècia i Bulgària i evitar un alçament a Bòsnia mitjançant una victòria llampec.

### Els plans defensius serbis
El comandament serbi, que comptava amb l'ofensiva enemiga, va tractar d'atreure els austrohongaresos a l'interior del país per, a continuació i aprofitant el terreny, el cansament per les marxes, els problemes d'avituallament i la calor de l'estació, derrotar mitjançant una contraofensiva. Els plans defensius serbis dataven de 1908 i disposaven que les fronteres quedessin a càrrec de petites unitats, mentre els tres exèrcits, el gruix de les forces armades de la nació, es despleguessin a l'interior, entre el Kolubara i el Morava, al nord de Kragujevac. A l'oest, protegint la zona del Drina i el Sava, es trobava el 3r Exèrcit, mentre que el 1r i el 2n Exèrcit estaven disposats cap al Danubi. Al sud-oest, protegint la línia del riu Lim i assegurant la comunicació amb Montenegro, es trobava el Grup d'Užice, que havia de col·laborar amb les forces montenegrines.
Per la seva banda, els montenegrins havien de fustigar la zona d'Hercegovina i, si es presentava l'oportunitat, avançar cap a Sarajevo. Fins al 17 d'agost, no existia un pla conjunt serbi-montenegrí d'operacions, que va haver de traçar Putnik.

## Els combats

### La campanya de 1914

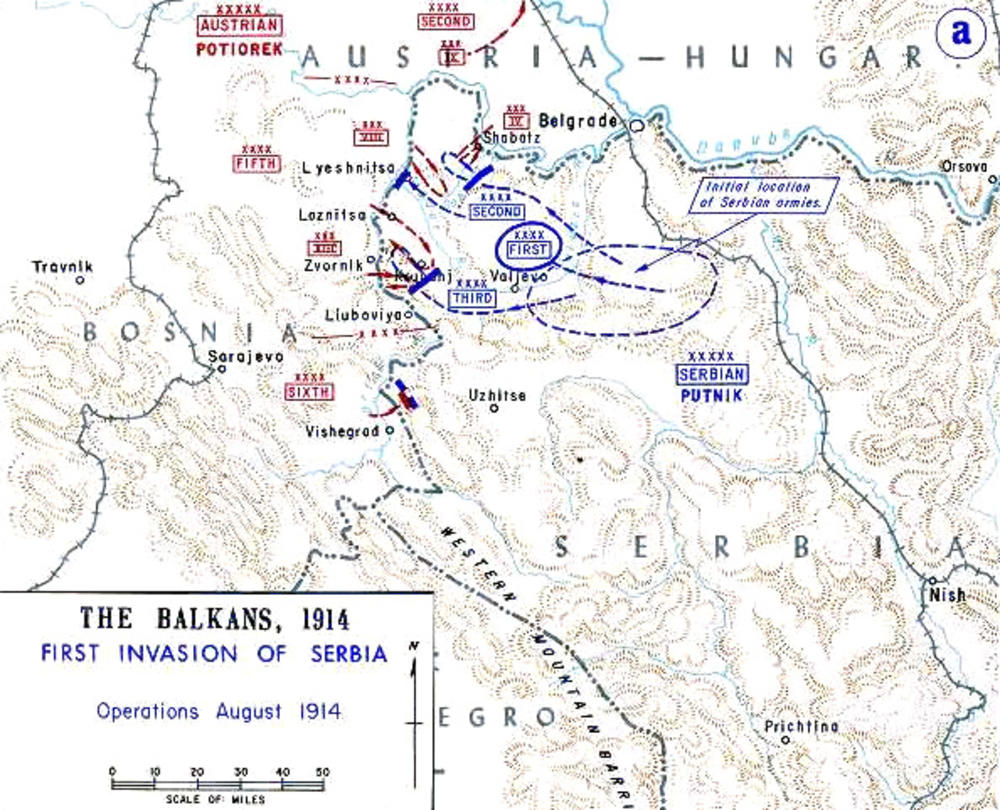
Primera invasió de Sèrbia (agost de 1914)

La campanya sèrbia va començar el 28 de juliol de 1914, quan Àustria-Hongria va declarar la guerra a Sèrbia i la seva artilleria va destrossar Belgrad l'endemà. El 12 d'agost els exèrcits austrohongaresos van travessar la frontera, el riu Drina (veure mapa de la dreta).
Inicialment, tres dels sis exèrcits austrohongaresos es van mobilitzar cap a la frontera sèrbia, però a causa de la intervenció russa, el 2n Exèrcit es va dirigir cap a l'est, cap al teatre d'operacions de Galítsia. No obstant això, atès que les línies de ferrocarril que conduïen a Galítsia estaven ocupades amb el transport d'altres tropes, el 2n Exèrcit només podria començar a marxar cap al nord el 18 d'agost. Per fer ús de la presència temporal del 2n Exèrcit, l'AOK va permetre que parts d'ell s'utilitzés en la campanya sèrbia fins a aquesta data. Eventualment, l'AOK va dirigir parts significatives del 2n Exèrcit (al voltant de 4 divisions) per ajudar a la principal força del general Potiorek i ajornar el seu transport a Rússia fins a l'última setmana d'agost. Les derrotes sofertes en la primera invasió de Sèrbia van obligar a l'AOK a transferir permanentment dues divisions del 2n Exèrcit a l'exèrcit de Potiorek.
El 5è i 6è Exèrcit austrohongarès tenien uns 270.000 homes que estaven molt millor equipats que els serbis. En general, el comandament austrohongarès estava en mans del general Potiorek. L'imperi Austrohongarès tenia la tercera població més gran d'Europa el 1914, darrere de Rússia i Alemanya (gairebé dotze vegades la població del Regne de Sèrbia), fet que li donava un enorme avantatge d'efectius.

#### La batalla de Cer
Potiorek va iniciar l'atac contra Sèrbia des del nord de Bòsnia amb el seu 5è Exèrcit, recolzat per elements del 2n Exèrcit de Sirmia. El 2n Exèrcit havia de ser transportat a Galítsia per enfrontar-se als russos a finals d'agost, però el va fer servir fins llavors. El 6è Exèrcit es va posicionar al sud de Bòsnia, però encara no podia iniciar operacions ofensives. El desig de Potiorek era guanyar una victòria abans de l'aniversari de l'emperador Francesc Josep i derrotar a Sèrbia el més aviat possible. Així, va cometre dos greus errors estratègics, atacant amb només una mica més de la meitat de la seva força i atacant per la muntanyenca Sèrbia occidental en lloc de fer-ho per les planes obertes del nord.
Aquest moviment va sorprendre al general Putnik, que esperava atac del nord i, inicialment, creia que era un atac de distracció. Una vegada que es va fer evident que era la força principal, el fort 2n Exèrcit, sota el comandament del general Stepa Stepanović, va ser enviat per unir-se al petit 3r exèrcit, sota el comandament de Pavle Jurišić Šturm, ja enfront dels austrohúngars per a expulsar els invasors. Després d'una dura batalla de quatre dies, els austrohongaresos es van veure obligats a retrocedir, marcant la primera victòria aliada de la guerra sobre les Potències Centrals liderades per Alemanya i Àustria-Hongria.
Les baixes van ser 23.000 per als austrohongaresos (dels quals 4.500 van ser capturats), i 16.500 per als serbis.

#### La batalla de Drina
Sota la pressió dels seus aliats, Sèrbia va dur a terme una ofensiva limitada a través del riu Sava, a la regió austrohongaresa de Sirmia, amb el seu 1r Exèrcit serbi. El principal objectiu operacional era retardar el transport del segon exèrcit austrohongarès al front rus. L'objectiu es va mostrar inútil, ja que les forces del 2n Exèrcit ja estaven en transport. Mentrestant, la divisió Timok I del 2n Exèrcit serbi va patir una gran derrota durant la travessia, sofrint al voltant de 6.000 víctimes i causant només 2.000.

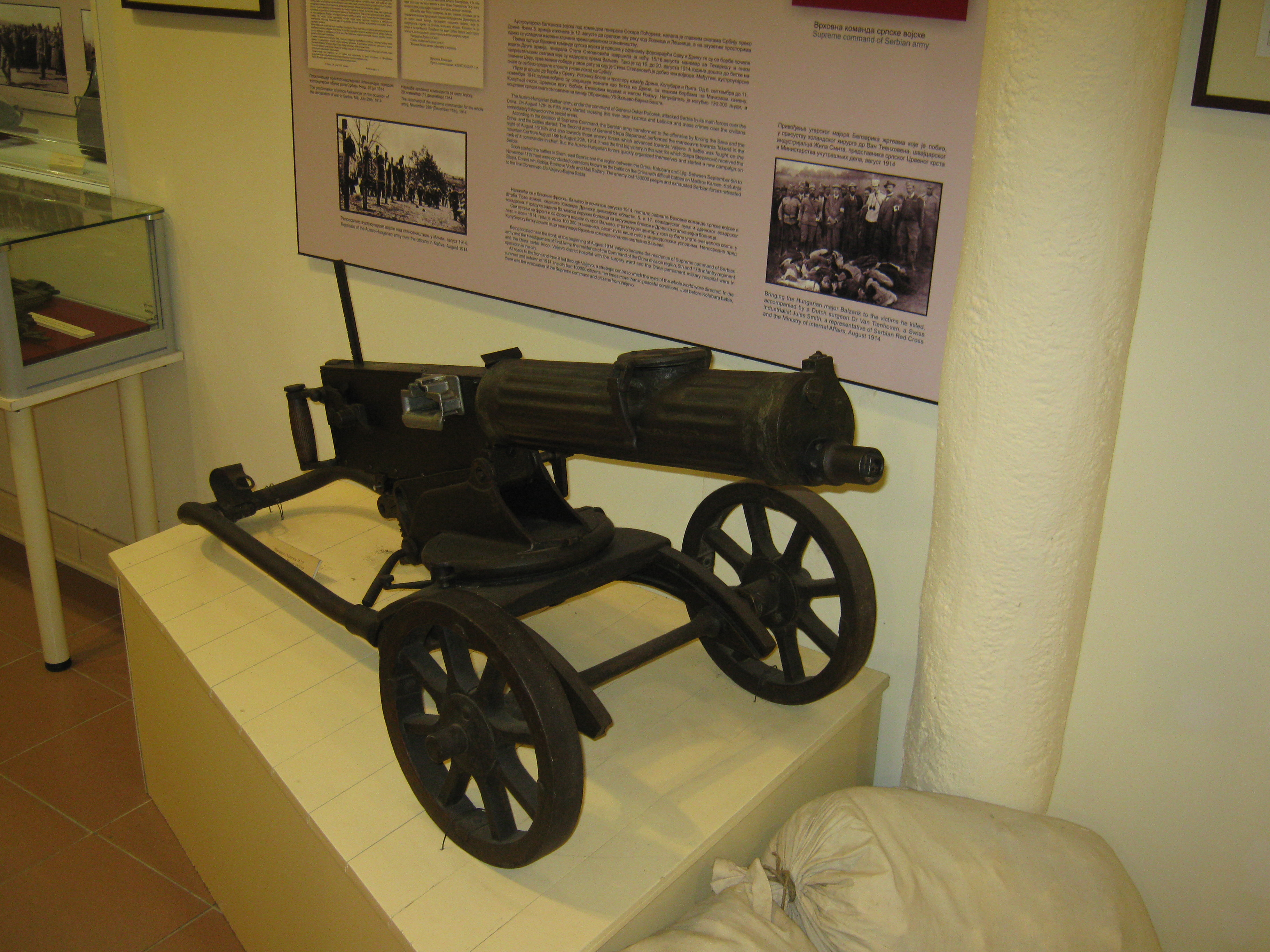
Maxim МG 10, de l'exèrcit serbi

Amb la majoria de les seves forces a Bòsnia, Potiorek va decidir que la millor manera d'aturar l'ofensiva sèrbia era llançar una nova invasió a Sèrbia per obligar els serbis a retirar les seves tropes per defensar la seva pàtria.
El 7 de setembre es va produir un nou atac austrohongarès des de l'oest, a través del riu Drina, aquesta vegada amb el 5è exèrcit de Mačva i el 6è més al sud. L'atac inicial del 5è Exèrcit va ser repel·lit pel 2n Exèrcit serbi, causant 4.000 víctimes als austrohongaresos, però el 6è Exèrcit, més fort, va aconseguir sorprendre al 3r Exèrcit serbi i aconseguir un punt de suport. Després que algunes unitats del 2n exèrcit serbi fossin enviades per reforçar al 3r Exèrcit el 5è Exèrcit austrohongarès també va aconseguir establir un cap de pont amb un atac renovat. En aquell moment, el general Putnik va retirar el 1r Exèrcit de Sirmia (contra una oposició molt popular) i el va utilitzar per lliurar un contraatac ferotge contra el 6è Exèrcit que inicialment va sortir bé, però finalment es va estancar en una lluita sagnant de quatre dies per aconseguir un cim de la muntanya Jagodnja anomenada Mačkov Kamen, en la qual ambdues parts van patir grans pèrdues en successius atacs frontals i contraatacs. Dues divisions sèrbies van perdre al voltant de 11.000 homes, mentre que les pèrdues austrohongareses probablement van ser semblants.
El general Putnik va ordenar una retirada cap als turons circumdants i el front es va establir en una guerra de trinxeres durant mes i mig, que era molt desfavorable per als serbis, que tenien poca base industrial i van tenir deficiències de canons d'artilleria pesada, municions, producció d'obusos i de calçat, ja que la gran majoria dels soldats d'infanteria portaven els opanaks tradicionals (encara que emesos per l'estat), mentre que els austrohongaresos tenien botes de cuir impermeables. La majoria d'aquests materials de guerra eren subministrats pels seus aliats, però aquests materials eren escassos. En tal situació, l'artilleria sèrbia ràpidament es va silenciar, mentre que els austrohongaresos van augmentar el foc constantment. En algunes divisions les baixes sèrbies van arribar a 100 soldats al dia.
Durant les primeres setmanes de la guerra de trinxeres, l'exèrcit Užice serbi (1a divisió enfortida) i l'exèrcit montenegrí Sanjak (aproximadament una divisió) van aturar la ofensiva a Bòsnia. A més, ambdues parts van dur a terme alguns atacs locals, la majoria dels quals van ser derrotats. En un atac d'aquest tipus, l'exèrcit serbi va usar la guerra de túnels per primera vegada; la divisió combinada va excavar túnels per sota de les trinxeres austrohongareses (que en aquell sector estaven només a 20-30 metres dels serbis), van omplir els túnels d'explosius i els feien esclatar just abans d'una càrrega d'infanteria.

#### La batalla de Kolubara

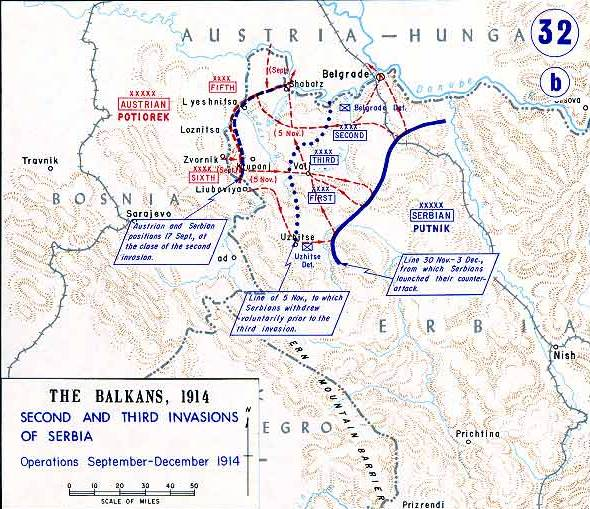
Segona i tercera invasió a Serbia
(setembre-desembre de 1914)

Després d'haver debilitat a l'exèrcit serbi, l'exèrcit austrohongarès va llançar un altre atac massiu el 5 de novembre. Els serbis es van retirar pas a pas, oferint una forta resistència al riu Kolubara, però en va, a causa de la manca de munició d'artilleria. Va ser en aquell moment quan el general Živojin Mišić va ser nomenat comandant del danyat 1r Exèrcit, en substitució del ferit Petar Bojović. Va insistir en una profunda retirada per donar a les tropes un repòs molt necessari i escurçar el front. Finalment, el general Putnik va cedir, però la conseqüència va ser l'abandó de la ciutat capital de Belgrad. Després d'haver patit fortes pèrdues, l'exèrcit austrohongarès va entrar a la ciutat el 2 de desembre. Aquesta acció va obligar a Potiorek a traslladar tot el 5è Exèrcit a la zona de Belgrad i utilitzar-lo per esclafar el flanc dret serbi. Però fent això, va deixar al 6è Exèrcit sol durant uns dies per fer front a tot l'exèrcit serbi.
En aquest punt, finalment, van arribar municions d'artilleria des de França i Grècia. A més, alguns reemplaçaments van ser enviats a les unitats i el mariscal Putnik es va adonar correctament que les forces austrohongareses estaven excessivament esgotades i debilitades degut a les anteriors ofensives. Per la qual cosa, el 3 de desembre va ordenar un contraatac total amb tot l'exèrcit serbi contra el 6è Exèrcit. El 5è Exèrcit va accelerar la seva maniobra de flanc, però ja era massa tard; amb el 6è Exèrcit trencat, el 2n i 3r Exèrcit serbi va superar al 5è Exèrcit austrohongarès. Finalment, Potiorek va perdre els nervis i va ordenar la retirada cap als rius, cap al territori austrohongarès. L'exèrcit serbi va recuperar Belgrad el 15 de desembre.

#### Conseqüències
La primera fase de la guerra contra Sèrbia va acabar sense canviar la frontera, però les baixes van ser enormes en comparació amb les guerres anteriors, tot i que es van comparar amb altres campanyes de la Primera Guerra Mundial. L'exèrcit serbi va sofrir 20.000 homes morts, ferits, capturats o desapareguts. Les pèrdues austrohongareses s'aproximaven a 450.000 homes morts, ferits o desapareguts. El general austrohongarès Potiorek va ser retirat del comandament i substituït per l'arxiduc Eugen d'Àustria. Pel costat serbi, una mortal epidèmia de tifus va matar a centenars de milers de civils serbis durant l'hivern.
Després de la batalla de Kolubara, el Parlament serbi va adoptar la Declaració de Niš (7 de desembre de 1914) sobre els objectius de guerra de Sèrbia: 
| « | Convençut que tota la nació sèrbia està decidida a perseverar en la lluita sagrada per la defensa dels seus municipis i la seva llibertat, el govern del Regne (de Sèrbia) considera que, en aquests temps fatídics, la seva principal i única tasca és assegurar la completa execució d'aquesta gran guerra que, en el moment en què va començar, també es va convertir en una lluita per l'alliberament i la unificació de tots els nostres germans serbis, croats i eslovens no lliures. El gran èxit que té per coronar aquesta guerra compensarà els sacrificis extremadament sagnants que fa aquesta generació de serbis. | » |

Això va ser l'anunci de la intenció de Sèrbia d'annexar quantitats extenses de les províncies balcàniques d'Àustria-Hongria.

### La campanya de 1915

#### Preludi

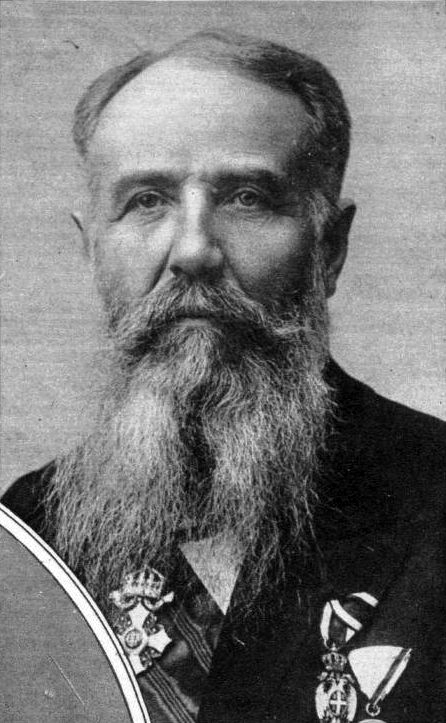
Nikola Pašić, primer ministre serbi (1915)

A principis de 1915, amb les derrotes otomanes a la batalla de Sarighamish i en l'ofensiva del canal de Suez, el Cap d'Estat Major alemany Erich von Falkenhayn va intentar convèncer el Cap d'Estat Major austrohongarès, Franz Conrad von Hötzendorf, de la importància de conquerir Sèrbia. Si poguessin conquerir Sèrbia, els alemanys tindrien un enllaç ferroviari directe des d'Alemanya, a través d'Àustria-Hongria, fins a Istanbul i més enllà. Això permetria als alemanys enviar subministraments militars i fins i tot tropes per ajudar a l'Imperi Otomà. Tot i que això no entrava en els interessos d'Àustria-Hongria, els austrohongaresos volien derrotar a Sèrbia. No obstant això, Rússia era l'enemic més perillós i, a més, amb l'entrada d'Itàlia en la guerra al costat dels Aliats, els Àustria-Hongria tenia les mans lligades (vegeu Teatre d'operacions d'Itàlia).
Tant els Aliats com les Potències Centrals van intentar que Bulgària escullés un bàndol en aquesta guerra. Bulgària i Sèrbia havien combatut dues guerres en els últims 30 anys: la Guerra serbobúlgara el 1885 i la Segona Guerra dels Balcans el 1913. El resultat va ser que el govern i el poble búlgar consideraven que Sèrbia estava en possessió de terres que pertanyia a Bulgària, i quan les Potències Centrals es van oferir per donar-los el territori que reclamaven, els búlgars van entrar a la guerra al seu bàndol. Amb la derrota dels Aliats en la batalla de Gal·lípoli i la derrota russa a l'ofensiva de Gorlice-Tarnów, el rei Ferran I de Bulgària va signar un tractat amb Alemanya, i el 23 de setembre de 1915, Bulgària va començar a mobilitzar-se per la guerra.

#### Les forces enfrontades
Durant els nou mesos anteriors, els serbis havien intentat i no van poder reconstruir els seus exèrcits desfets i millorar la seva situació de subministrament. Malgrat els seus esforços, l'exèrcit serbi només tenia uns 30.000 homes més que al començament de la guerra (al voltant de 225.000) i encara estava mal equipat. Tot i que Gran Bretanya i França havien parlat d'enviar forces militars a Sèrbia, no es va fer res fins que va ser massa tard. Quan Bulgària va començar a mobilitzar-se, els francesos i els britànics van enviar dues divisions, però van arribar tard a la ciutat grega de Tessalònica. Part del motiu del retard va ser el cisma nacional en la política grega, que va generar opinions conflictives sobre la guerra.
Per a lluitar contra Sèrbia, es va formar el 1r Exèrcit búlgar (comandat per Kliment Boyadzhiev), l'11è Exèrcit alemany (comandat per Max von Gallwitz), i el 3r Exèrcit austrohongarès (comandat per Hermann Kövess von Kövessháza), tots sota el control del mariscal de camp August von Mackensen. A més, el 2n Exèrcit búlgar (comandat per Georgi Todorov), que va romandre sota el control directe de l'alt comandament búlgar, es va desplegar contra Macedònia.

#### El curs de la campanya
Els austrohongaresos i alemanys van començar el seu atac el 7 d'octubre amb les seves tropes creuant els rius Drina i Sava, cobertes per un fort foc d'artilleria. Una vegada creuats el Danubi, els alemanys i els austrohongaresos es van traslladar a Belgrad. Es van produir combats als carrers i la resistència dels serbis a la ciutat va ser finalment aixafada el 9 d'octubre.

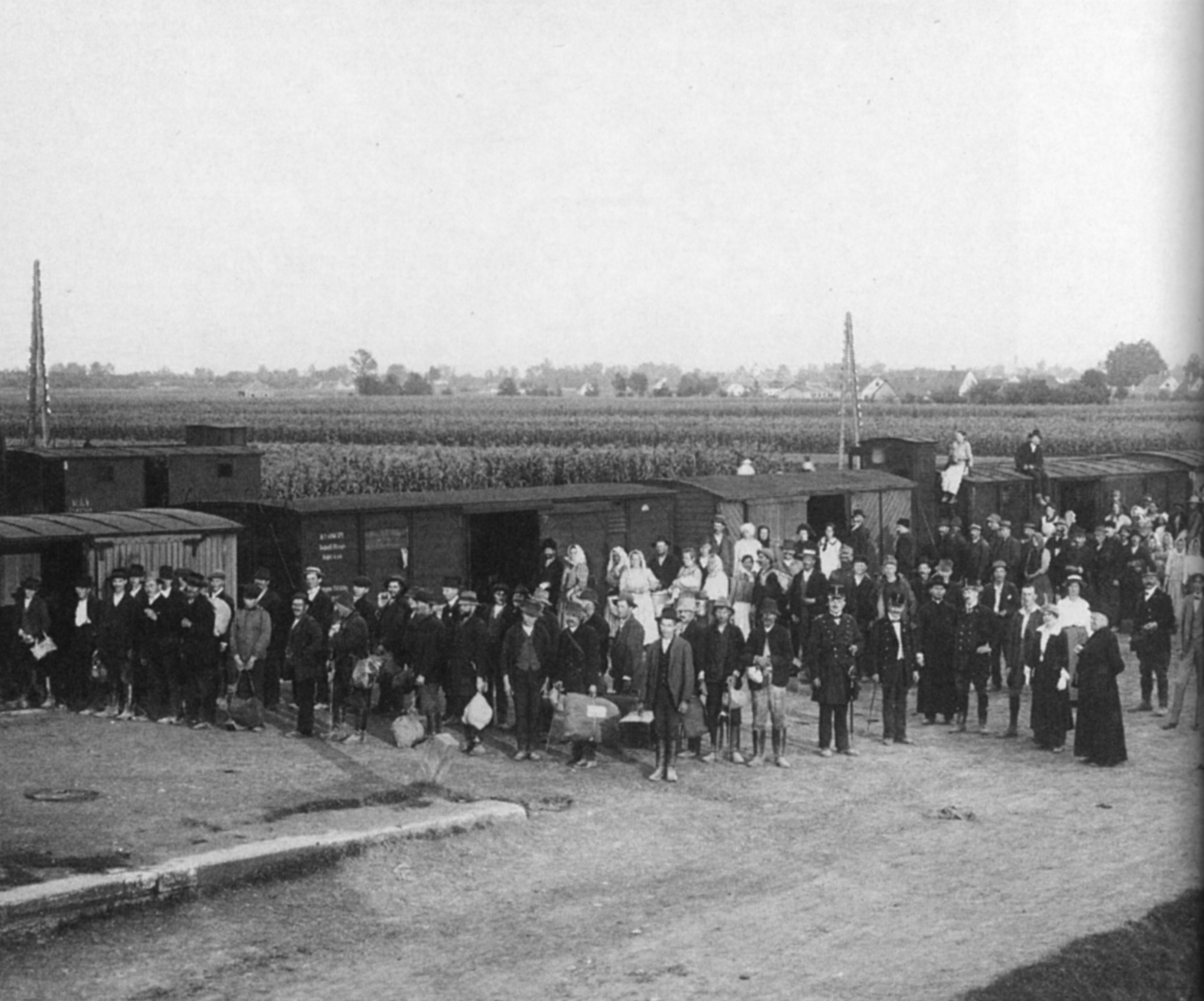
Transport de refugiats serbis 1914/1915 en Leibnitz (Estíria)

Després, el 14 d'octubre, l'exèrcit búlgar va atacar des del nord de Bulgària cap a Niš i des del sud cap a Skopje. El 1r Exèrcit búlgar va derrotar el 2n Exèrcit serbi en la batalla de Morava, mentre que el 2n Exèrcit búlgar va derrotar els serbis en la batalla d'Ovče Pole. Amb l'avanç búlgar, la posició sèrbia es va tornar insostenible; l'exèrcit principal al nord (al voltant de Belgrad) o es retirava o quedaria envoltat i obligat a rendir-se. A la batalla de Kosovo, els serbis van fer un últim i desesperat intent d'unir-se a les dues divisions aliades incompletes que van fer un avenç limitat des del sud, però no van poder reunir forces suficients a causa de la pressió del nord i l'est. Van ser detinguts pels búlgars, sota el comandament del general Todorov, i van haver de retirar-se.

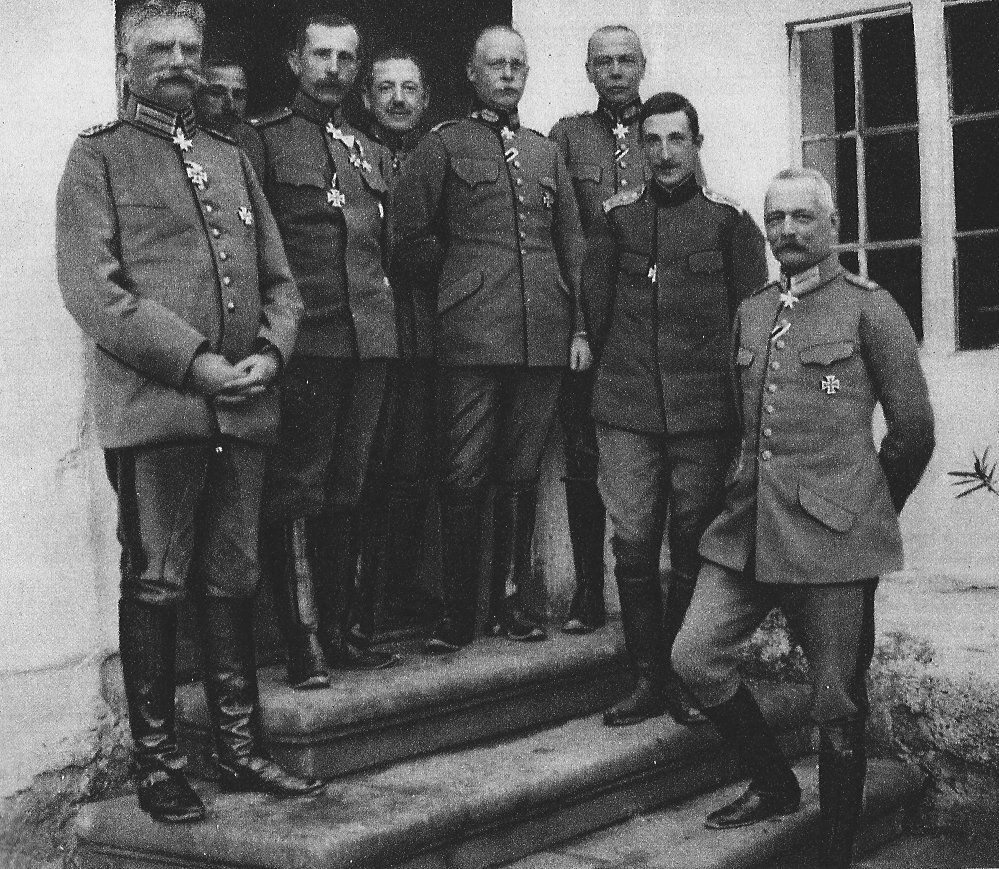
Comandants alemanys i búlgars a Sèrbia el 16 de novembre de 1915. De dreta a esquerra: Erich von Falkenhayn, Borís III de Bulgària, Hans von Seeckt, Gerhard Tappen, Petar Ganchev, Nikola Zhekov i August von Mackensen.

El general Putnik va ordenar una retirada completa al sud i l'oest de Montenegro cap a Albània. El clima era terrible, les carreteres pobres i l'exèrcit havia d'ajudar a les desenes de milers de civils que es retiraven amb ells gairebé sense subministraments ni menjar. Però el mal temps i les carreteres pobres també afavorien als refugiats, ja que les forces de les Potències Centrals no podien pressionar-les prou, per la qual cosa van poder evitar ser capturats. Tanmateix, molts dels soldats i civils que fugien no van arribar a la costa, sinó que van morir de fam, per malalties i pels atacs de les forces enemigues i les bandes tribals albanesas. Les circumstàncies de la retirada eren desastroses. Tot i això, només uns 155.000 serbis, majoritàriament soldats, van arribar a la costa de la mar Adriàtica i es van embarcar en vaixells de transport aliats que van transportar l'exèrcit a diverses illes gregues (molts a Corfú) abans de ser enviats a Tessalònica. L'evacuació de l'exèrcit serbi d'Albània es va completar el 10 de febrer de 1916.
Els supervivents van quedar tan debilitats que milers d'ells van morir a causa d'un gran esgotament en les setmanes després del seu rescat. El general Putnik va haver de ser transportat durant tota la retirada i va morir al voltant de quinze mesos més tard a un hospital de França.

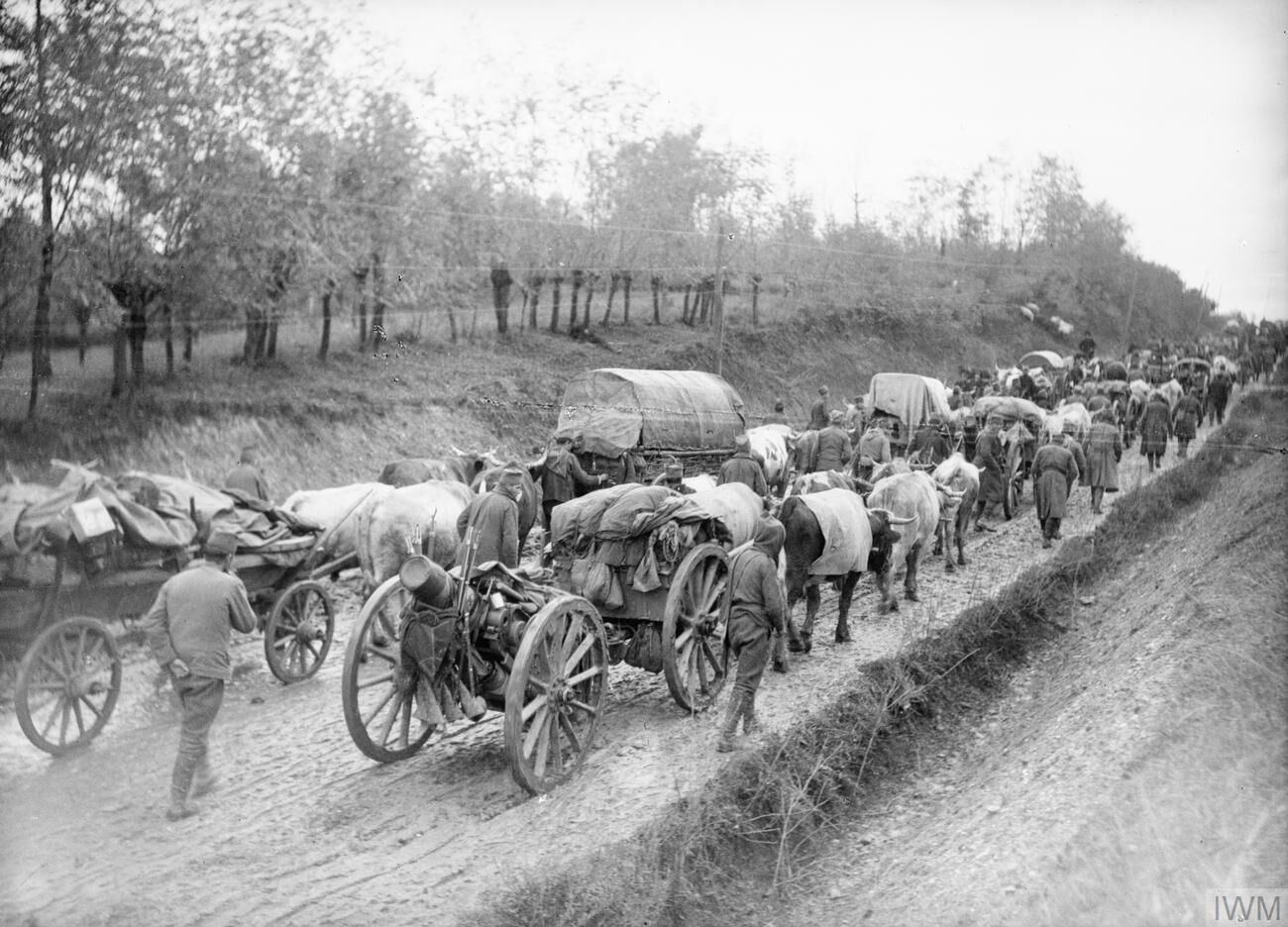
Exèrcit serbi durant la seva retirada cap a Albània

Les divisions franceses i britàniques havien marxat cap al nord de Tessalònica a l'octubre de 1915, sota el comandament del general francès Maurice Sarrail. L'Oficina de Guerra de Londres es va mostrar reticent a avançar massa a Sèrbia, de manera que les divisions franceses van avançar per si soles pel riu Vàrdar. Aquest avanç va donar una ajuda limitada a la retirada de l'exèrcit serbi, ja que els búlgars havien de concentrar forces més grans en el seu flanc sud per fer front a l'amenaça, que va conduir a la batalla de Krivolak (octubre-novembre de 1915). A final de novembre, el general Sarrail va haver de retirar-se davant d'agressions massives búlgars en les seves posicions. Durant la seva retirada, els britànics a la batalla de Kosturino també es van veure obligats a retrocedir. El 12 de desembre, totes les forces aliades van tornar a Grècia.
L'aliat de l'exèrcit serbi, Montenegro, no va seguir als exèrcits serbis, però es va retirar per defensar el seu propi país. Els austrohongaresos van iniciar l'ofensiva de Montenegro el 5 de gener de 1916 i, malgrat l'èxit dels montenegrins en la batalla de Mojkovac, van ser derrotats completament en 2 setmanes.
Aquesta va ser una victòria gairebé completa per a les Potències Centrals a un cost de prop de 67.000 baixes, en comparació amb uns 90.000 serbis morts o ferits i 174.000 capturats. Finalment es va obrir el ferrocarril de Berlín a Istanbul. L'única falla de la victòria va ser que gran part de l'exèrcit serbi s'havia retirat amb èxit, tot i que va quedar molt desorganitzat i va requerir la seva reconstrucció.

### La campanya de 1916–1918
El 1917, els serbis van iniciar l'alçament de Toplica i van alliberar durant molt de temps l'àrea entre les muntanyes de Kopaonik i el riu Morava meridional. L'alçament va ser aixafat pels esforços conjunts de les forces búlgares i austrohongareses a finals de març de 1917.
Al principi, el front macedoni era en gran part estàtic. Les forces franceses i sèrbies van tornar a ocupar zones frontereres de Macedònia, recuperant Monastir (actualment Bítola) el 19 de novembre de 1916 a conseqüència de la costosa ofensiva de Monastir, que va portar l'estabilització del front. Finalment, les tropes franceses i sèrbies van avançar després de la retirada de la majoria de les tropes alemanyes i austrohongareses. Aquest avanç va ser important per a derrotar a Bulgària i Àustria-Hongria, que va conduir a la victòria final de la Primera Guerra Mundial. Els búlgars van patir la seva única derrota de la guerra a la batalla de Dobro Pole del 15 al 18 de setembre de 1918, però dies més tard, van derrotar de manera decisiva a les forces britàniques i gregues a la batalla del Dòiran, evitant l'ocupació. Els exèrcits dels Aliats, majoritàriament francesos, però auxiliats per tropes britàniques, sèrbies i gregues, van avançar el setembre de 1918, van obligar a Bulgària a abandonar la guerra i a capitular el 29 de setembre de 1918, i, finalment, van aconseguir alliberar Sèrbia dues setmanes abans del final de la Primera Guerra Mundial.
La desaparició del front macedoni va suposar que el camí cap a Budapest i Viena quedés lliure per als 670.000 soldats de l'exèrcit del general Franchet d'Esperey, ja que la rendició búlgara va privar a les Potències Centrals de 278 batallons d'infanteria i 1.500 canons (l'equivalent a 25-30 divisions alemanyes) que prèviament mantenien la línia. L'alt comandament alemany va respondre enviant només set divisions d'infanteria i una de cavalleria, però aquestes forces no eren suficients per a restablir el front. Hindenburg i Ludendorff van concloure que el balanç estratègic i operatiu havia canviat decididament contra les Potències Centrals i va insistir en un acord de pau immediat durant una reunió amb funcionaris del govern un dia després del col·lapse búlgar.

### El final de la guerra
Les conseqüències de la guerra van ser múltiples. Quan va acabar la Primera Guerra Mundial, el Tractat de Neuilly va concedir a Grècia la Tràcia occidental, mentre que Sèrbia va rebre algunes petites concessions territorials de Bulgària. Àustria-Hongria es va trencar, i Hongria va perdre molt terreny tant a Iugoslàvia com a Romania en el Tractat de Trianon. Sèrbia va assumir la posició de lideratge en el nou Regne de Iugoslàvia, unit al seu antic aliat, Montenegro.
Mentrestant, Itàlia va establir un quasi-protectorat sobre Albània i Grècia, tornant a ocupar la part meridional d'Albània, que era autònoma sota un govern local provisional grec (vegeu República Autònoma de l'Epir del Nord), tot i la neutralitat d'Albània durant la guerra (vegeu Front d'Albània).

## Conseqüències

### Les baixes

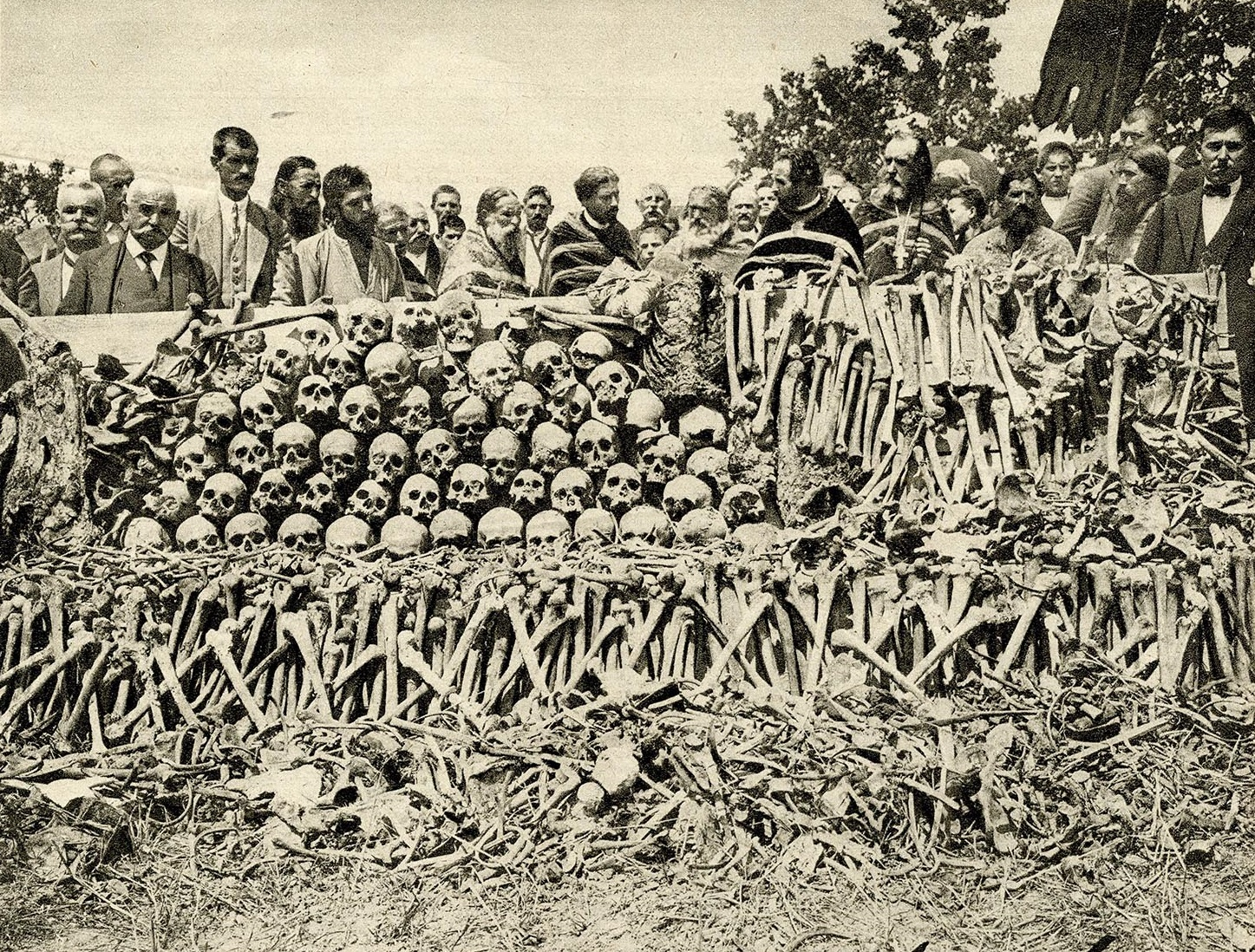
Les restes de serbis assassinats per soldats búlgars durant la massacre de Surdulica. S'estima que 2.000-3000 homes serbis van ser assassinats a la ciutat durant els primers mesos de l'ocupació búlgara del sud de Sèrbia

Abans de la guerra, el Regne de Sèrbia tenia 4.500.000 habitants. Segons el New York Times, s'estima que 150.000 persones van morir només en 1915 durant la pitjor epidèmia de tifus de la història mundial. Amb l'ajuda de la Creu Roja Americana i 44 governs estrangers, el brot va quedar sota control a finals d'any. 

Baixes dels Aliats

Algunes fonts estimen que el nombre de civils morts va ser de 650.000, principalment a causa del brot del tifus i la fam, però també els enfrontaments directes amb els ocupants. Les baixes de Sèrbia van representar el 8% del total de morts militars dels Aliats. El 58% de l'exèrcit serbi regular (420.000 homes) va morir durant el conflicte. El nombre total de víctimes se situa al voltant de 1.000.000: el 25% de la població sèrbia d'abans de la guerra, i la majoria absoluta (57%) de la població masculina en general. L.A. Times i N.Y. Times van citar més de 1.000.000 de víctimes en els seus respectius articles.
L'extensió del desastre demogràfic serbi va ser ser il·lustrada per la declaració del primer ministre búlgar, Vasil Radoslavov: «Sèrbia ha deixat d'existir» (New York Times, estiu de 1917). El juliol del 1918, el secretari d'Estat estatunidenc Robert Lansing va demanar als americans de totes les religions a pregar per Sèrbia a les seves respectives esglésies.
L'exèrcit serbi va sofrir una sorprenent quantitat de víctimes. Va ser destruït en gran manera al final de la guerra; van caure uns 420.000 soldats en el seu apogeu, i fins a 100.000 en el moment de l'alliberament.
El Regne de Sèrbia va perdre un total de 1.100.000 habitants durant la guerra. De 4,5 milions de persones, hi va haver 275.000 militars morts i 450.000 entre els civils. Les morts civils van ser atribuïbles principalment a l'escassetat d'aliments i als efectes de les epidèmies com la grip espanyola. A més de les morts militars, hi va haver 133.148 ferits. Segons el govern iugoslau, el 1924, Sèrbia va perdre 365.164 soldats, o el 26% de tot el personal mobilitzat, mentre que França va patir el 16,8%, Alemanya el 15,4%, Rússia el 11,5% i Itàlia el 10,3%.
Al final de la guerra, hi va haver 114.000 soldats discapacitats i 500 000 nens orfes.

### Les conseqüències militars
Els combats al Kolubara que es van lliurar entre el 21 de novembre i el 15 de desembre van desbaratar els 5è i 6è exèrcits austrohongaresos i van deixar gairebé indefensa la frontera austrohongaresa-sèrbia.
Els dos contendents estaven esgotats, el que va facilitar que el front s'estabilitzés durant gairebé un any, fins a l'octubre de 1915, al llarg de la frontera existent abans de la guerra. En els combats de 1914, l'exèrcit austrohongarès havia patit 6.000 mil morts, 30.000 ferits i 4.000 presoners, mentre que l'exèrcit serbi va tenir 3.000 morts i 15.000 ferits. Les divisions sèrbies, que al començament del conflicte havien comptat amb dotacions completes, les van perdre durant els combats de 1914, tant per les baixes sofertes en la lluita com per desercions, entorn de 61.000 mil, i no van tornar a recuperar-les fins a mitjans de 1915. L'exèrcit serbi va quedar esgotat per la campanya i incapaç d'emprendre qualsevol invasió d'Àustria-Hongria.
Es van reorganitzar les unitats del front serbi: el 26 de desembre, el comandament va passar a l'arxiduc Eugen; Potiorek va cessar per suggeriment de l'emperador Francesc Josep,  després de certes investigacions que havia ordenat aquest. Les primeres operacions del front havien evidenciat el desordre del comandament, que emetia constants ordres i contraordres i no coordinava el moviment de les unitats. De mica en mica, les principals unitats austrohongareses van ser retirades del front serbi i enviades al front rus i al front italià; la defensa de les fronteres va quedar a càrrec de les unitats territorials.
El triomf serbi es devia en part a l'escomesa russa en Galitzia, contra la qual els austrohongaresos van haver d'emprar el gruix de les seves forces; en els seus informes als Aliats, l'alt comandament serbi va ometre que les unitats enemigues vençudes eren de segona classe i estaven mal ensinistrades.

### Les conseqüències polítiques
La resistència sèrbia a l'escomesa austrohongaresa va suscitar una gran simpatia en el món sencer. Les victòries obtingudes durant els combats de 1914 van atorgar gran prestigi a l'exèrcit serbi entre els països que componien l'Entesa; aquests van comparar els triomfs serbis amb la victòria del Marne de finals de l'estiu d'aquell any. Per a l'exèrcit austrohongarès, va suposar un oprobi. Els austrohongaresos no havien aconseguit vèncer definitivament als serbis, fer que Bulgària participés en la guerra del costat de les Potències Centrals, ni evitar que Romania deixés de sospesar el aliar-se amb els seus enemics.
Les victòries, sèrbies, però, no van resultar concloents, principalment per la passivitat de les nacions veïnes. Als països balcànics que encara romanien neutrals existien partidaris dels dos bàndols enfrontats, el que va fer que, al començament, aquests països (Grècia, Romania i Bulgària) mantinguessin una neutralitat estricta entre els contrincants, tot esperant veure per a quin d'ells es s'inclinava la sort.
Tot i els triomfs de les tropes sèrbies, el front balcànic va quedar postergat segons la guerra es va estendre per Europa i la importància de l'Imperi austrohongarès va minvar a la lliga de les Potències Centrals. Aquests, frustrats el 1914, van poder rescabalar-se davant Sèrbia en la campanya de l'any següent, en la qual va participar Bulgària a canvi de la cessió de Macedònia; aquesta segona campanya contra sèrbia va concloure amb la derrota d'aquesta i l'ocupació del país per austrohongaresos i búlgars.

### La situació de la població civil

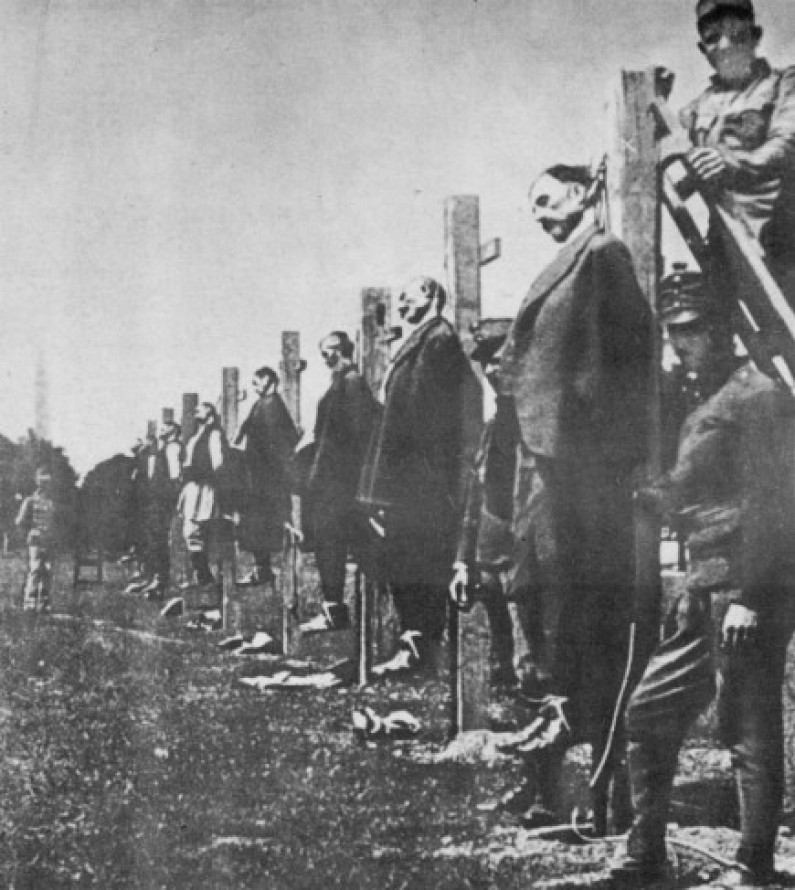
Soldats austrohongaresos executant civils serbis durant la Primera Guerra Mundial (1916)

L'assassinat a Sarajevo de l'arxiduc Francesc Ferran d'Àustria i la seva dona Sofia va ser seguit per violentes manifestacions antisèrbies dels enutjats croats i musulmans a la ciutat durant la nit del 28 de juny de 1914 i durant gran part de l'endemà. Això va succeir perquè la majoria dels croats i molts musulmans consideraven a l'arxiduc la millor esperança per a l'establiment d'una entitat política eslava meridional dins de l'imperi dels Habsburg. La multitud va dirigir la seva ira principalment a botigues propietat dels serbis ètnics i les residències de serbis prominents. Van ser assassinats dos serbis ètnics el 28 de juny per la violència de la multitud. Aquesta nit hi va haver manifestacions antisèrbies en altres parts de l'Imperi austrohongarès.

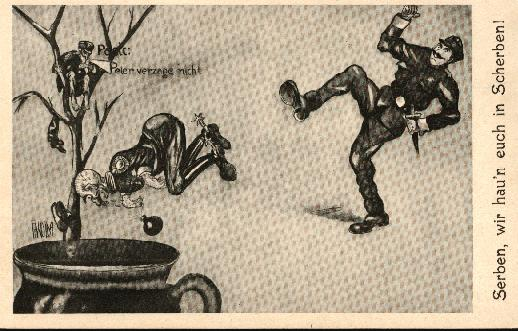
Postal de progaganda austrohongaresa

Incitats per la propaganda antisèrbia amb la connivència del comandament de l'exèrcit austrohongarès, els soldats van cometre nombroses atrocitats contra els serbis tant a Sèrbia com a Àustria-Hongria. Segons el criminòleg i observador suís R. A. Reiss, era un «sistema d'extermini». A més de les execucions de presoners de guerra, les poblacions civils van ser sotmeses a assassinats massius i violacions. Pobles sencers van ser cremats i saquejats. Es van tallar els arbres fruiters i van ser enverinats els pous d'aigua en un esforç de la part austrohongaresa per evitar que els habitants de la regió tornessin. A més, l'exèrcit invasor búlgar va cometre nombroses atrocitats, particularment a Niš i la ciutat de Surdulica.
Oskar Potiorek, cap del front serbi i governador de Bòsnia i Hercegovina, va aplicar des del començament de la guerra mesures vexatòries contra la població sèrbia, que van afectar primer a la del propi Imperi austrohongarès; tota la població d'aquesta nacionalitat, sense distinció d'edat o sexe, era considerada potencialment rebel i per això les autoritats van prendre ostatges i van ordenar algunes execucions de serbis.
Durant la primera ocupació austrohongaresa de territori serbi, els soldats austrohongareses, que tenien la mateixa opinió que el seu general de la població sèrbia, van dur a terme abundants excessos en els pobles que travessaven, airejades pels reporters de guerra dels països neutrals i aliats; les poblacions que es negaven a sotmetre a l'imperi eren sovint passades per les armes, de vegades amb extrema crueltat. Al final de la breu campanya estiuenca, les atrocitats austrohongaresos havien causat la mort d'uns 2.000 civils, en general habitants dels pobles que havien creuats els exèrcits invasors.